# غريشورن
غريشورن (بالإنجليزية: Grieshorn)‏ هو أحد جبال سلسلة جبال الألب ليبونتيني ويقع في كانتون تيسينو في سويسرا. يحتل المرتبة رقم 217 في قائمة جبال سويسرا من حيث الارتفاع، إذ يبلغ ارتفاعه حوالي 2969 متر، بينما يبلغ ارتفاع نتوء الجبل 509 متر.